# پیرین (روستا)
پیرین (به بلغاری: Pirin) یک منطقهٔ مسکونی در بلغارستان است که در ساندانسکی واقع شده‌است.